# Џонатан Деми
Џонатан Деми (енгл. Jonathan Demme, IPA:  ; Болдвин, 22. фебруар 1944 — 26. април 2017) био је амерички филмски редитељ, сценариста и продуцент, добитник Оскара за најбољег режисера за филм Кад јагањци утихну.